# نيكولاي سكليفوسوفسكي
نيكولاي فاسيليفيتش سكليفوسوفسكي (بالروسية: Николай Васильевич Склифосовский)‏; (6 أبريل 1836 — 13 ديسيمبر 1904) كان جراحًا وعالم وظائف أعضاء روسي من أصل مولدوفي. وُلد بالقرب من بلدة دوباساري، والتي تقع الآن في ترانسنيستريا. كان سكليفوسوفسكي أستاذًا في الطب في سانت بطرسبرغ وكييف وموسكو. كان مؤسسًا ل«المدينة السريرية» في ديفيتشي بولي. وكان سكليفوسوفسكي رائدًا في جراحة البطن في روسيا، حتى أنه أجرى أول عملية ناجحة لاستئصال المبيض في عصر التعقيم.

## النشأة والتعليم
ولد سكليفوسوفسكي في مزرعة كارانتين بالقرب من بلدة دوبوساري في مقاطعة خيرسون، لعائلة فقيرة كان سكليفوسوفسكي هو الطفل التاسع فيها البالغ من العمر 12 عامًا. وبسبب الوضع المالي السيئ لوالديه، تم إرساله إلى منظمة أوديسا الخيرية العامة. دار الأيتام، حيث نشأ حتى الانتهاء من دورة الصالة الرياضية. تشكلت السمات المميزة الرئيسية لشخصيته خلال هذه السنوات الصعبة. نظرًا لقدراته المتميزة، أصبح سكليفوسوفسكي أحد أفضل التلاميذ في صالة أوديسا للألعاب الرياضية الثانية. وقد تمت مكافأته على تفوقه في دراسته ومعرفته، حيث قدم له المجلس التربوي ميدالية فضية ومنح له شهادة تميز، مما قدم له عدة فوائد عند التسجيل في الجامعة. أراد سكليفوسوفسكي أن يصبح طبيبًا، وفي 11 أكتوبر 1854، أرسلت منظمة أوديسا الخيرية العامة طلبًا إلى عميد جامعة موسكو الإمبراطورية لقبول سكليفوسوفسكي كطالب طب بدعم من الدولة. في نوفمبر 1854، وافقت جامعة موسكو الإمبراطورية على هذا الطلب بموجب قرار خاص من مجلس الإدارة. على الرغم من الصعوبات التي واجهها سكليفوسوفسكي طوال السنوات الخمس التي قضاها في الجامعة، إلا أنه كان ناجحًا جدًا في دراسته وكان أحد خريجي كلية الطب القلائل الذين حصلوا على درجة الدكتوراة مع مرتبة الشرف وحق كتابة أطروحة الدكتوراة. تخرج ببراعة في عام 1859 من جامعة موسكو الإمبراطورية، وغادر ليخدم في إقامته في أوديسا، حيث عُيَّن طبيبًا مقيمًا في مستشفى المدينة.

## مساهماته

### الجراحة
ساهم نيكولاي سكليفوسوفسكي كثيرًا في مجال الجراحة، حيث قام بريادة عدة عمليات أصبحت لاحقًا معايير في جراحة العالم. قام بإجراء عمليات كلاسيكية أصبحت لاحقًا نقطة مرجعية في عالم الجراحة. من بين إنجازاته الملحوظة، علاج الفتق البطني، والفتق الدماغي، وسرطان الفك واللسان، وسرطان المعدة، والمريء، والحنجرة، وغيرها من الأعضاء. كانت بداية تطوير جراحة الغدة الدرقية ممكنة بواسطة عملية استئصال الغدة الدرقية التي قام بها نيكولاي سكليفوسوفسكي. كان من بين أوائل الذين بدأوا في إجراء عمليات على المرارة. وظلت فتح المثانة مع الخياطة اللاحقة وفقًا لطريقة سكليفوسوفسكي النوع الرئيسي لعمليات الحصى وأورام الأعضاء لفترة طويلة. الأسلوب الفريد لتجميع العظام المتناثرة الذي وضعه، والمعروف باسم "قفل سكليفوسوفسكي" أو "القفل الروسي" هو ابتكار بارز للبروفيسور. وبفضل هذه الطريقة، أصبح من الممكن علاج الأطراف المكسورة، وليس بضرورة بترها، كما كان يحدث في السابق. بالإضافة إلى ذلك، أشار نيكولاي سكليفوسوفسكي إلى أن عمليات فتح البطن يجب أن تجرى في غرف بدرجة حرارة هوائية لا تقل عن 16-17 درجة. في رأيه، زادت فرص وفاة المريض كثيرًا عند العمل في درجات حرارة أقل.

### التعقيم
قبل نيكولاي سكليفوسوفسكي، كانوا يقتصرون على رش قاعة العمليات بحمض الكربوكسيل، الذي كان ضارًا بالناس. كما كان يتم وضع الأدوات المستخدمة في وعاء مملوء بالماء الدافئ، بينما كانت الأضمدة من مريض واحد تُعاد استخدامها على مريض آخر. قدم سكليفوسوفسكي تدابير مطهرة منهجية، ودعا إلى المعالجة الساخنة للبياضات الطبية والضمادات والأدوات باستخدام جهازه المبتكر بالهواء الساخن. وأكد على النظافة الدقيقة لليدين للجراحين والمساعدين، وأمر باستخدام الأدوات الجراحية ذات الأسطح الملساء والنيكل، وشجع على تغييرها أثناء العمليات. قدم سكليفوسوفسكي الشاش والصوف القطني وأجهزة الري أثناء العمليات، مما أدى إلى تعزيز التعقيم. إصراره على الضمادات التي يقوم بها الطبيب والتخلص الفوري من الضمادات القذرة أدى إلى انخفاض معدلات الوفيات كثيرًا.

## التراث

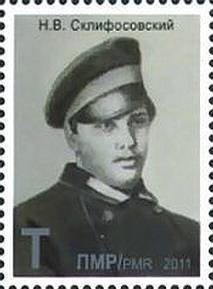
سكليفوسوفسكي الشاب على طابع بريد عام 2012 من ترانسنيستريا

يحمل معهد موسكو للإسعافات الأولية، اسمه منذ عام 1923. في عام 1870، وبناءً على توصية بيروغوف، جراح روسي بارز آخر، تمت دعوة سكليفوسوفسكي لرئاسة قسم الجراحة في جامعة تاراس شفتشينكو الوطنية في كييف. ومع ذلك، لم يبق في كييف لفترة طويلة: سرعان ما ذهب إلى الحرب مرة أخرى، هذه المرة إلى الحرب الفرنسية البروسية. حوالي 10،000 جريح مرّوا عبر سكليفوسوفسكي. دعم الأطباء والممرضات، ومن بينهم زوجته صوفيا أوليكساندريفنا نيكولاي سكليفوسوفسكي من خلال سكب بضعة قطرات من النبيذ في فمه بين عمليات منفصلة. وفي عام 2001، نظم بنك جمهورية ترانسنيستريا سك عملة فضية تحمل صورته، كجزء من سلسلة من العملات التذكارية تكريمًا لـ أشخاص بارزين من ترانسنيستريا.

## الوفاة
في عام 1900، أصيب سكليفوسوفسكي بسكتة دماغية. أمضى السنوات الأربع التالية في منزله بالقرب من ياكوفيتس بالقرب من بولتافا، حيث نجا من عدة سكتات دماغية أخرى. في صباح يوم 30 نوفمبر 1904، توفي سكليفوسوفسكي. في ذلك اليوم، بدأ المؤتمر الخامس للجراحين الروس. قال رئيسها البروفيسور إف إيه رين: 
توفي أحد أبرز الجراحين في بلادنا، والذي اعتدنا أن ننطق باسمه بنفس الطريقة التي يتحدث بها بيروجوف العظيم
وتم دفن سكليفوسوفسكي في ياكوفيتس في مقبرة العائلة.